# Walter Schneiter
Walter Schneiter (Zurigo, 2 luglio 1923 – Zurigo, 2 settembre 1972) è stato un calciatore svizzero, di ruolo attaccante.

## Palmarès

### Club

#### Competizioni nazionali
- Lega Nazionale B: 2

1940-1941, 1946-1947